# Marble House

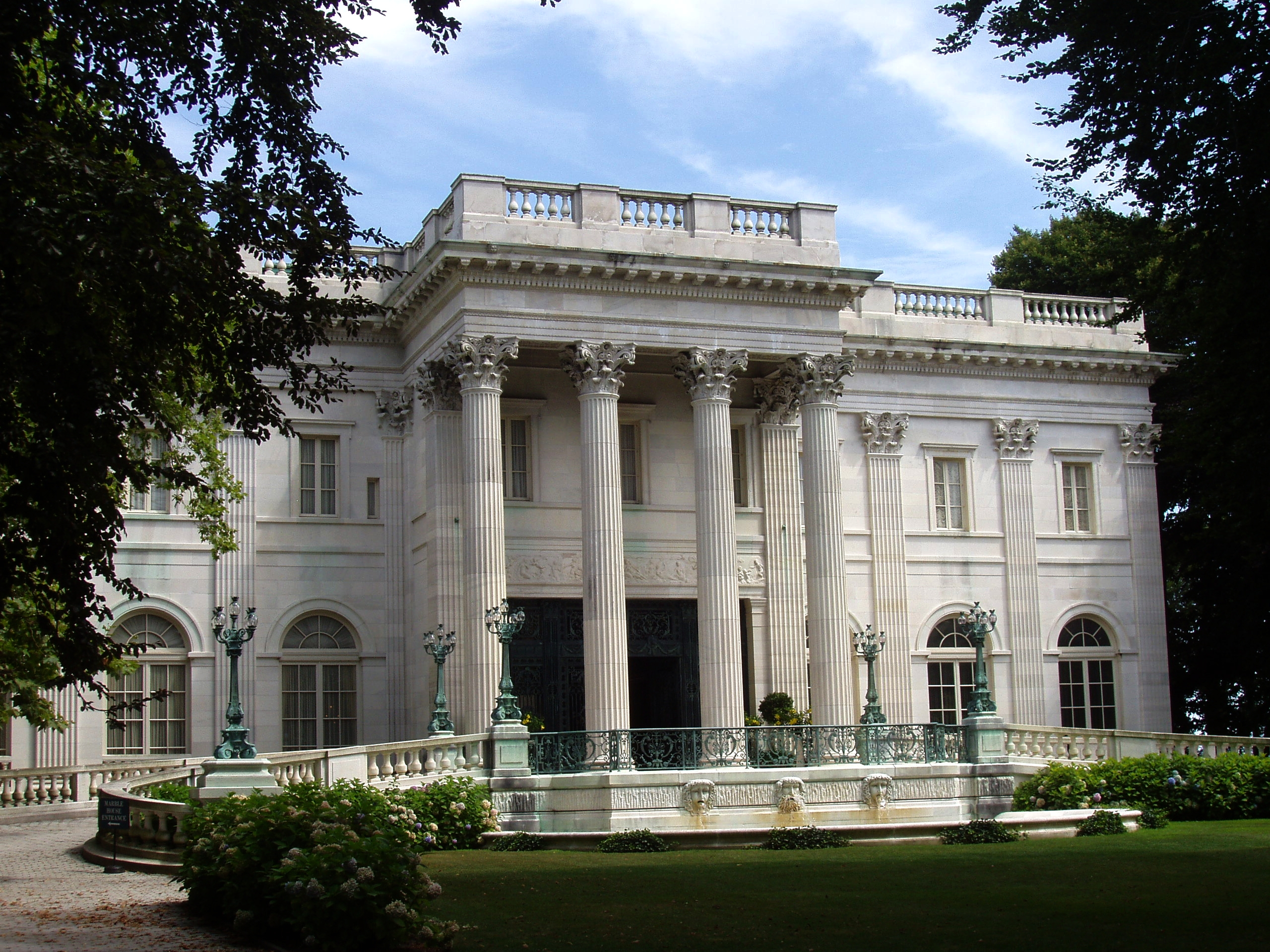
Marble House, Newport, Rhode Island

Marble House, in het Nederlands Marmeren Huis, is een museum in Newport, Rhode Island, Verenigde Staten. Het is gebouwd als woonhuis door architect Richard Morris Hunt in opdracht van William Kissam Vanderbilt, kleinkind van Cornelius Vanderbilt. Richard Morris Hunt heeft het Kleine Trianon op Versailles als inspiratiebron gebruikt voor de bouw van dit huis.
Marble House is gebouwd tussen 1888 en 1892 als cadeau voor de 39ste verjaardag van Vanderbilts vrouw Alva Erskine Smith. De bouw van het huis heeft $11 miljoen gekost, waarvan $7 miljoen werd uitgegeven aan 14.000 m³ marmer. Nadat William Kissam Vanderbilt en Alva Erskine Smith in 1895 gingen scheiden, trouwde Alva met Oliver Hazard Perry Belmont. Zij gingen in dezelfde straat in het huis Belcourt wonen. Nadat Oliver stierf verhuisde Alva weer terug naar Marble House, zij liet hier een Chinees theehuis bouwen. In 1932 verkocht zij het huis aan Frederick H. Prince en in 1963 kwam het huis in bezit van de Preservation Society of Newport County.